# Никола Крстовић
Никола Крстовић (Голубовци, 5. април 2000) црногорски је фудбалер. Игра на позицији нападача, а тренутно наступа за Лече.

## Каријера
Крстовић је каријеру почео у Зети, за чији први тим је дебитовао у априлу 2016. године на утакмици са Искром у Даниловграду. Дана 25. фебруара 2019. је потписао уговор са Црвеном звездом до лета 2023, са могућношћу продужетка на још годину дана. Према одредбама уговора остао је још шест месеци на позајмици у Зети. Са 17 постигнутих голова био је најбољи стрелац црногорске Прве лиге у сезони 2018/19.
Лета 2019. се прикључио екипи Црвене звезде. За црвено-беле је дебитовао у 4. колу Суперлиге Србије, против лучанске Младости, 8. августа 2019, ушавши у игру уместо Мирка Иванића у 80. минуту сусрета. Током јесењег дела сезоне 2019/20. је наступио на шест првенствених утакмица, провевши на терену укупно 109. минута. Почетком фебруара 2020. је прослеђен на позајмицу у прволигаша Графичар до краја такмичарске сезоне 2019/20. Провео је затим у Црвеној звезди комплетну 2020/21. сезону, почео је и наредну 2021/22. али је у септембру 2021. продат у ДАК Дунајску Стреду. Са 18 постигнутих голова био је најбољи стрелац словачке Прве лиге у сезони 2022/23. У августу 2023. прешао је у италијански Лече.

## Статистика

### Клупска
Ажурирано 18. августа 2021.
|                      |          |                     |     |    |   |   |   |   |   |   |     |    |  |  |
| Зета                 | 2015/16. | Прва лига Црне Горе | 4   | 0  | 0 | 0 | — | — | — | — | 4   | 0  |  |  |
| Зета                 | 2016/17. | Прва лига Црне Горе | 19  | 7  | 0 | 0 | — | — | — | — | 19  | 7  |  |  |
| Зета                 | 2017/18. | Прва лига Црне Горе | 36  | 13 | 0 | 0 | 2 | 1 | — | — | 38  | 14 |  |  |
| Зета                 | 2018/19. | Прва лига Црне Горе | 33  | 17 | 1 | 0 | — | — | — | — | 34  | 17 |  |  |
| Зета                 | Укупно   | Укупно              | 92  | 37 | 1 | 0 | 2 | 1 | — | — | 95  | 38 |  |  |
|                      |          |                     |     |    |   |   |   |   |   |   |     |    |  |  |
| Графичар (позајмица) | 2019/20. | Прва лига Србије    | 6   | 2  | — | — | — | — | — | — | 6   | 2  |  |  |
|                      |          |                     |     |    |   |   |   |   |   |   |     |    |  |  |
| Црвена звезда        | 2019/20. | Суперлига Србије    | 6   | 0  | 0 | 0 | 0 | 0 | — | — | 6   | 0  |  |  |
| Црвена звезда        | 2020/21. | Суперлига Србије    | 11  | 1  | 2 | 1 | 0 | 0 | — | — | 13  | 2  |  |  |
| Црвена звезда        | 2021/22. | Суперлига Србије    | 4   | 1  | 0 | 0 | 4 | 0 | — | — | 8   | 1  |  |  |
| Црвена звезда        | Укупно   | Укупно              | 21  | 2  | 2 | 1 | 4 | 0 | — | — | 27  | 3  |  |  |
|                      |          |                     |     |    |   |   |   |   |   |   |     |    |  |  |
| Каријера             | Каријера | Каријера            | 119 | 41 | 3 | 1 | 6 | 1 | — | — | 128 | 43 |  |  |
|                      |          |                     |     |    |   |   |   |   |   |   |     |    |  |  |